# لعبه حب (مسلسل)
هذا القالب يجب أن يُنسخ; استبدل بـ{{نقل}} {{نسخ:نقل}}
لعبة حب هو مسلسل تلفازي درامي عربي من إخراج فيدات أويار. عُرِض لأول مرة في 14 أبريل 2024 على منصة شاهد.

## قصة المسلسل
يقع شاب ثري في حب فتاة فقيرة، ثم يكتشف لاحقًا أن قريبته وجدِّه هما من دفعا المال إلى الفتاةِ استغلالًا لاحتياجها، لكي توقعه في شباكها ويتزوّجها، وتتوالى الأحداث.

## الشخصيات
- معتصم النهار بدور (مالك الأسعد)
- نور علي بدور (سما)
- شكران مرتجى بدور (فريدة الأسعد)
- جو طراد بدور (رامي)
- ساشا دحدوح بدور (سيرين)
- أيمن رضا بدور (سلطان الأسعد)
- أيمن عبد السلام بدور (دانيال)
- حسام تحسين بيك بدور (أديب الأسعد)
- نهاد عاصي بدور (شادية)
- جيري غزال بدور (جبران)
- ناظم عيسى
- ترف التقي بدور (مايا الأسعد)
- رنين مطر بدور (نينا)
- مصطفى خيت بدور ( هاني)
- نور سعد بدور ( نانسي)